# Rainaldo di Collemezzo
Rainaldo di Collemezzo (1110 circa – Cassino, 28 ottobre 1166) è stato un abate e cardinale italiano.

## Biografia

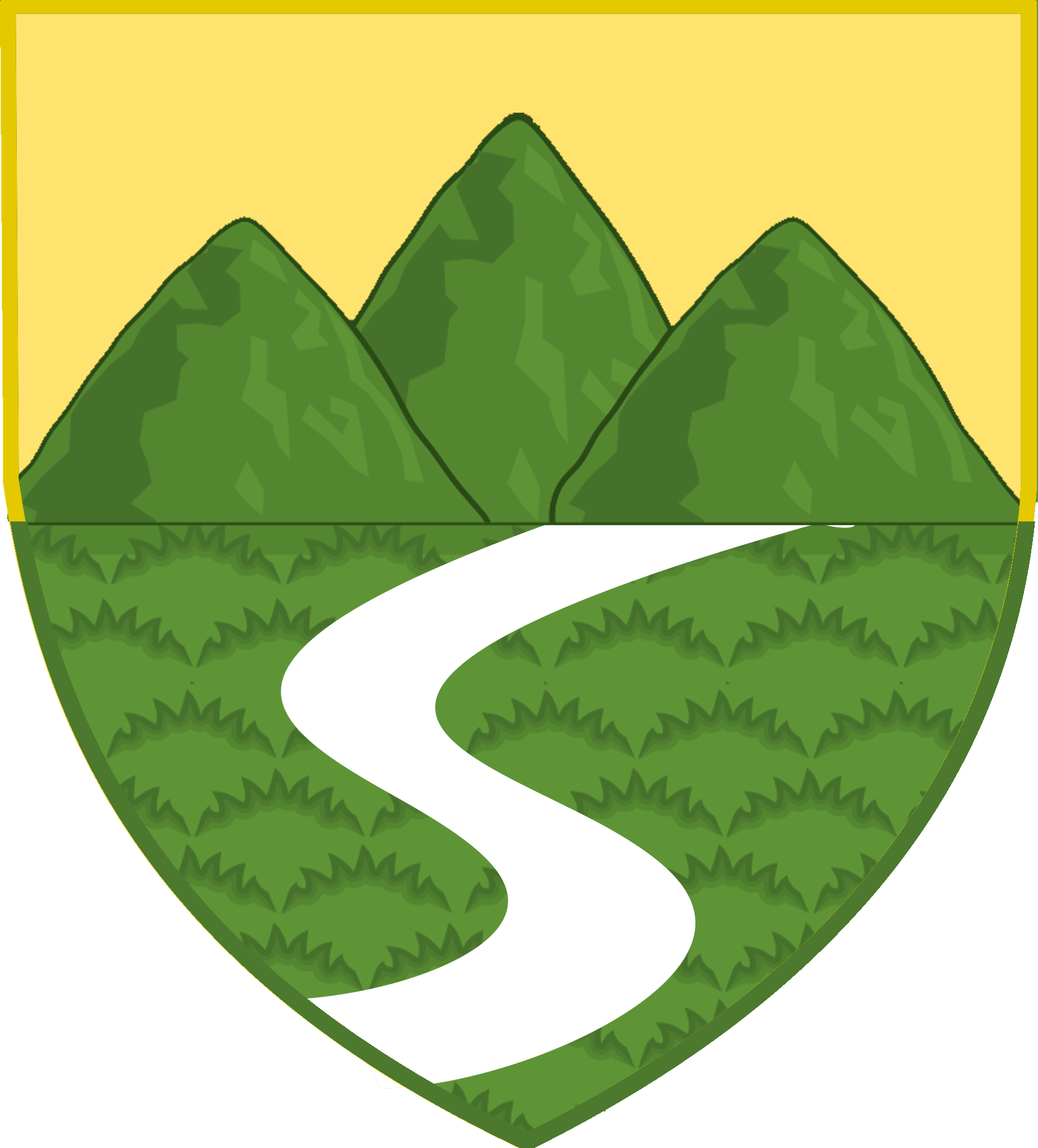
Stemma della famiglia Collemezzo, cui Rainaldo apparteneva

Figlio di Berardo Collemezzo, nel 1125 entrò nell'Ordine di San Benedetto, presso l'Abbazia di Montecassino. Ordinato sacerdote, divenne abate dell'abbazia (Rainaldo II) il 13 novembre 1137, rimanendo in carica fino al 28 ottobre 1166. Nel Concistoro del 1140 papa Innocenzo II lo creò cardinale presbitero con il titolo dei Santi Marcellino e Pietro.
Durante il periodo del suo cardinalato Rainaldo di Collemezzo partecipò a numerose elezioni papali:
- Elezione papale del 1143, nella quale fu eletto papa Celestino II;
- Elezione papale del 1144, nella quale fu eletto papa Lucio II;
- Elezione papale del 1145, nella quale fu eletto papa Eugenio III;
- Elezione papale del 1153, nella quale fu eletto papa Anastasio IV;
- Elezione papale del 1154, nella quale fu eletto papa Adriano IV;
- Elezione papale del 1159, nella quale fu eletto papa Alessandro III.

Nel 1159 divenne cardinale protopresbitero.
Morì il 28 ottobre 1166 nell'Abbazia di Montecassino, ove la sua salma venne inumata.